# Marcia Strassman
Marcia Strassman (* 28. April 1948 in New York City, New York; † 25. Oktober 2014 in Sherman Oaks, Kalifornien) war eine US-amerikanische Schauspielerin.

## Leben und Leistungen
Strassman wuchs in New Jersey auf und arbeitete in ihrer Kindheit als Model. Als Teenager ersetzte sie Liza Minnelli im Off-Broadway-Musical Best Foot Forward. Im Jahr 1964 erhielt Strassman ihre erste Fernsehrolle in der Serie The Patty Duke Show. Ihr Filmdebüt folgte im Jahr 1969 im Filmdrama Frei wie der Wind. Bekannt wurde sie durch die Rolle der Julie Kotter in der Fernsehserie Welcome Back, Kotter, die sie in den Jahren 1975 bis 1979 spielte.
Im Abenteuerfilm Der Flieger (1985) war Strassman an der Seite von Christopher Reeve und Rosanna Arquette zu sehen. In der Komödie Liebling, ich habe die Kinder geschrumpft (1989) spielte sie die Ehefrau des Wissenschaftlers Wayne Szalinski (Rick Moranis). Die gleiche Rolle übernahm sie in der Fortsetzung Liebling, jetzt haben wir ein Riesenbaby (1992), wofür sie 1993 für den Saturn Award nominiert wurde. In der Komödie The Movie Hero (2003) spielte sie die Mutter des von Jeremy Sisto verkörperten Hauptcharakters.
Strassman war ab 1984 mit dem Regisseur und Drehbuchautor Robert Collector verheiratet, mit dem sie eine Tochter (* 1987) bekam. Im Oktober 2014 erlag sie einem Brustkrebsleiden.

## Filmografie (Auswahl)
- 1969: Frei wie der Wind (Changes)
- 1972–1973: M*A*S*H (Fernsehserie)
- 1975: Journey from Darkness
- 1975–1979: Welcome Back, Kotter
- 1977: The Love Boat II
- 1979: Detektiv Rockford S06 E04 Der Mega-Star und der Tod
- 1980: Once Upon a Family
- 1982: Soup for One
- 1982: Magnum (Fernsehserie, S3 E12)
- 1985: Der Flieger (The Aviator)
- 1987: Im Spiegel lauert der Tod (Haunted by Her Past)
- 1989: Liebling, ich habe die Kinder geschrumpft (Honey, I Shrunk the Kids)
- 1989–1990: Booker (Fernsehserie)
- 1991: Robodad (And You Thought Your Parents Were Weird)
- 1992: Liebling, jetzt haben wir ein Riesenbaby (Honey I Blew Up the Kid)
- 1992: Mastergate
- 1993: Die Abservierer (Another Stakeout)
- 1996: Im Auftrag des Planeten Nerva (Earth Minus Zero)
- 2001–2002: Providence (Fernsehserie)
- 2002: Gale Force – Die 10-Millionen-Dollar-Falle (Gale Force)
- 2003: The Movie Hero
- 2003: Tremors (Fernsehserie)
- 2005: Reeker